# Giuditta
Giuditta és una òpera, una tragèdia melodramàtica bíblica, en tres actes amb música del compositor Achille Peri sobre un llibret de l'escriptor Marco Marcelliano Marcello, estrenada al teatre La Scala de Milà el 26 de març de 1860.

## Context
La obra tracta sobre el personatge bíblic Judit, quan el poble de Betúlia es troba assetjat per les tropes assíries de Nabucodonosor comandades per Holofernes, a qui Judit matarà per alliberar el seu poble dels assiris. L'estrena de l'òpera el 1860 queda immersa en els moviments polítics d'unificació italiana en la regió del Piemont i, per tant, de la construcció del modern Estat Italià. El poble milanès es va veure identificat en la lluita dels hebreus d'alliberació del setge assiri, donada la situació del nord d'Itàlia respecte a l'Imperi Austríac. El 20 d'abril de 1859, aquest Imperi havia presentat un ultimàtum al Piemont, provocant hostilitats. Uns mesos més tard, l'exèrcit aliat de França i el Piemont va aconseguir les victòries de Magenta (4 de juny) i Solferino (24 de juny), garantint la seguretat de Milà i de la Llombardia. En aquest contest s'explica que l'òpera tingués un èxit creixent, propiciat per la narrativa patriòtica del llibret, malgrat que l'acollida inicial després de l'estrena a La Scala no fos d'entusiasme. L'obra va esdevenir possiblement la més coneguda del seu compositor.
Es va estrenar al Gran Teatre del Liceu el 5 de novembre de 1862. Dos dels cantants que van participar en l'estrena absoluta a Milà van participar també a la de Barcelona: Cesare Della-Costa i Sofia Vera-Lorini.

## Personatges
| Paper                                                        | Tessitura | Estrena, 26 de març de 1860 (Dir.: Eugenio Cavallini) |
| ------------------------------------------------------------ | --------- | ----------------------------------------------------- |
| Eliachimo, summe sacerdot                                    | baix      | Cesare Della-Costa                                    |
| Gionata, guerrer israelià                                    | tenor     | Emilio Pancani                                        |
| Giuditta, viuda hebrea                                       | soprano   | Sofia Vera-Lorini                                     |
| Oloferne, cap dels assiris                                   | baríton   | Giovanni Corsi                                        |
| Abramia, dama de companyia de Giuditta                       |           | Teresina Mistrali                                     |
| Arzaele, esclava d'Oloferne                                  |           | Enrichetta Baillou                                    |
| Eleazaro, habitant de Betúlia                                |           | Luigi Alessandrini                                    |
| Vagao, eunuc d'Oloferne                                      |           | Antonio Galletti                                      |
| Gent de Betúlia, guerrers, eunucs, esclaus, harem d'Oloferne |           |                                                       |

## Argument
L'acció es desenvolupa a Betúlia i al campament assiri del general Olofernes. Època bíblica, una història que apareix al Llibre de Judit.

### Acte 1
Betúlia es troba assetjada pels assiris. Diverses veus demanen la rendició de la ciutat. Tanmateix, motivats per les exhortacions del gran sacerdot Eliachimo, tots juren lluitar fins a la mort. Giuditta anuncia que acaba de descobrir aigua. Eliachimo declara que el Cel l'ha destinada a realitzar una missió suprema. Giuditta promet lliurar la seva pàtria de l'enemic.
Més tard, Gionata, un jove guerrer, ofereix la seva protecció a Giuditta, mentre que la població demana la seva mort, després d'aprendre que l'aigua que va descobrir va ser enverinada. Quan Gionata li declara el seu amor, Giuditta el rebutja, proclamant que el seu únic desig és dedicar-se a Déu i a la seva pàtria. Giuditta convenç la gent de la seva innocència i els assegura que trobarà els mitjans per alliberar Betúlia.

### Acte 2
Giuditta arriba al campament assiri i demana al general Olofernes que deixi d'oprimir la seva gent. Ell, a canvi, li demana que es converteixi en reina al seu costat. Ella es compromet a lliurar-se a ell aquella mateixa nit. Eliachimo i Gionata, capturats prop del campament assiri, són portats encadenats davant d'Olofernes. Dolguts per la presència de Giuditta al costat del general, tots dos la rebutgen. Ella demana a Olofernes que alliberi a Eliachimo, però que li entregui a Gionata, perquè pugui castigar-lo per insultar-la. El general accepta.

### Acte 3
Durant les celebracions de les noses, que tenen lloc al pavelló d'Olofernes, Giuditta allibera a Gionata, que ha quedat encadenat en una part remota del campament, i promet fer tot per alliberar Betúlia. Quan Olofernes dorm a la seva alcova, Giuditta prega a Déu per què amb la seva força pugui realitzar la seva acció. Mentre que una tempesta es prepara a l'exterior, entra a l'alcova amb una espasa a la mà. En aquest moment precís, el campament assiri es submergeix en flames. Després de la tempesta, en un turó, Giuditta apareix portant el cap empalat d'Olofernes.